# Таунусштајн
Таунусштајн (њем. Taunusstein) град је у њемачкој савезној држави Хесен. Једно је од 17 општинских средишта округа Рајнгау-Таунус. Према процјени из 2010. у граду је живјело 29.033 становника. Посједује регионалну шифру (AGS) 6439015.

## Географски и демографски подаци
Таунусштајн се налази у савезној држави Хесен у округу Рајнгау-Таунус. Град се налази на надморској висини од 381 метра. Површина општине износи 67,0 km². У самом граду је, према процјени из 2010. године, живјело 29.033 становника. Просјечна густина становништва износи 433 становника/km².

## Међународна сарадња
| Мјесто            | Држава               | Врста сарадње | Од    |
| ----------------- | -------------------- | ------------- | ----- |
| Јоувил            | Уједињено Краљевство | партнерство   | 1987. |
|                   | Француска            | партнерство   | 1973. |
| Калдес де Монтбуј | Шпанија              | партнерство   | 1989. |
| Извор             |                      |               |       |